# Кэрри (фильм, 2002)
«Кэ́рри» (англ. Carrie) — американский телефильм ужасов о сверхъестественном 2002 года, вторая экранизация одноимённого романа Стивена Кинга. Фильм вышел в эфир 4 ноября 2002 года — через 26 лет и один день после выхода в прокат первой экранизации романа, снятой режиссёром Брайаном Де Пальмой (фильм изначально задумывался как ремейк этой версии, но в итоге был доведён до отдельной экранизации).
Съёмки начались 12 июня 2002 года в Канаде и заняли около 20 дней. Первоначально фильм задумывался как просто телефильм, но канал NBC, который заказал фильм, в попытке извлечь выгоду, решил сделать его пилотом для телевизионного сериала, в котором Кэрри переезжает в город Скиптон, чтобы помочь другим людям, владеющим телекинезом, справиться со своими способностями. Однако, из-за низких рейтингов эта идея была свёрнута.
Фильм был смонтирован с учётом того, чтобы быть показанным в эфирном интервале (с учётом рекламы) продолжительностью в три часа. Однако изначально планировалось смонтировать двухсерийную версию для эфирного интервала в четыре часа — была снята длинная сюжетная линия (не основанная на книге) с участием детектива-экстрасенса (роль исполняла актриса Жасмин Гай), но в итоге во время монтажа она вся была вырезана.

## Сюжет
Свидетели «Черного выпускного», в том числе ученица средней школы Сью Снелл и учитель физкультуры мисс Дежардин, были допрошены в местном полицейском участке, где детектив Джон Малкаи расследует исчезновение бывшей ученицы средней школы и подозреваемой в поджоге Кэрри Уайт. Эти интервью показывают предыдущие события.
За две недели до выпускного вечера Кэрри — застенчивая девушка, которую мучают популярные девушки, в том числе Кристин «Крис» Харгенсен и Тина Блейк. Когда у Кэрри в душе впервые начинаются месячные, девушки дразнят ее, пока мисс Дежардин не вмешивается и не уводит Кэрри. Директор Мортон решает отправить Кэрри домой, но обращается к ней не тем именем. Разъяренная Кэрри кричит, заставляя стол Мортона сдвинуться на несколько дюймов. По пути домой в Кэрри попадает мальчик на велосипеде, но он необъяснимо слетает с велосипеда и врезается в дерево. По возвращении домой Кэрри вспоминает свое детство и свои способности. Фанатично религиозная мать Кэрри, Маргарет Уайт, которая считает менструацию признаком греха, запирает Кэрри в своем «молитвенном шкафу» в качестве наказания.
На следующий день мисс Дежардин дает девочкам неделю задержки после уроков за издевательства над Кэрри. Когда девушки пропускают задержание, им отказывают в билетах на выпускной. После того, как отец Крис, Джон Харгенсен, адвокат, безуспешно пытается отменить ее запрет на посещение выпускного, Крис нанимает своего парня Билли Нолана, чтобы отомстить Кэрри. Между тем, Кэрри обнаруживает, что у нее есть телекинез — способность перемещать или контролировать объекты силой мысли. После телекинетического эпизода в классе Кэрри идет домой и практикует свой вновь открытый талант. Сью, пытаясь искупить вину за мучения Кэрри, просит своего парня, Томми Росса, пригласить Кэрри на выпускной. С некоторым трепетом, Кэрри соглашается. Когда Кэрри рассказывает матери о приглашении на выпускной, Маргарет запрещает ей идти. Однако Кэрри использует свои силы, чтобы противостоять матери, и Маргарет сдается.
В день выпускного Тина подтасовывает голосование так, чтобы Кэрри и Томми были объявлены королем и королевой выпускного вечера. Когда Томми и Кэрри занимают свое место на сцене, Крис, которая прячется с Билли на стропилах, тянет веревку, чтобы опрокинуть ведро, в результате чего волна крови падает на Кэрри. Когда Крис и Билли бегут, Крис отпускает веревку, ведро падает на голову Томми, убивая его. Кэрри входит в вызванный шоком транс и запирает всех в тренажерном зале, убивая всех, за исключением нескольких студентов, которые убегают через вентиляцию с мисс Дежардин. Затем Кэрри покидает школу, сжигая землю, прежде чем вызвать волну разрушений на остальной части города. Крис и Билли следуют за ней по дороге, пытаясь сбить ее, но Кэрри бросает машину в столб, убивая их.
Когда Кэрри приходит домой, она садится в ванну, где наконец приходит в себя, но не может вспомнить, что произошло. Именно тогда Маргарет входит в ванную и называет свою дочь ведьмой (за уничтожение города), а затем пытается отомстить и спасти город, утопив Кэрри в ванне. Из последних сил Кэрри в конечном счете побеждает свою мать, останавливая ее сердце. Сью находит Кэрри при смерти и возвращает ее к жизни искусственным дыханием. По предложению Сью, Кэрри инсценирует свою смерть, и Сью уводит Кэрри из города во Флориду, где она будет в безопасности от закона. Когда они уезжают, у Кэрри происходит кошмарное видение ее матери. Когда Кэрри просыпается, она галлюцинирует, что Крис бросается на нее. Заметив это, Сью спрашивает ее, хочет ли она остановиться, но Кэрри говорит ей продолжать ехать, пока они не достигнут Флориды.

## В ролях
| Актёр            | Роль                 |
| ---------------- | -------------------- |
| Анджела Беттис   | Кэрри Уайт           |
| Патриша Кларксон | Маргарет Уайт        |
| Рена Софер       | мисс Рита Дежардин   |
| Кэндис Макклюр   | Сью Снелл            |
| Эмили де Рэвин   | Крис Харгенсен       |
| Джесси Кадотт    | Билли Нолан          |
| Челан Симмонс    | Хелен Ширс           |
| Тобиас Мелер     | Томми Росс           |
| Михаэлла Манн    | Эстель Хоган         |
| Дэвид Кит        | детектив Джон Малкаи |
| Кэтрин Изабелль  | Тина Блейк           |
| Меган Блэк       | Норма Уотсон         |
| Джодель Ферланд  | Кэрри в детстве      |

## Съёмки[1]
- По просьбе Дэвида Кита Брайан Фуллер добавил в сценарий диалоги о религиозных взглядах Кэрри, которые не разделяла её мать.
- Анджелу Бэттис взяли на главную роль после того, как её заметили в фильме ужасов «Мэй». Однако, картина вышла в прокат уже после того, как была показана «Кэрри».
- Мэган Блэк одета на выпускном в то же платье, что и Джулия Робертс на 73-й церемонии вручения премии «Оскар», когда актриса получила награду за главную роль в фильме «Эрин Брокович».
- Кровавую сцену на выпускном снимали три дня.
- Хотя продюсеры старались следовать роману Кинга, для продолжения истории концовка была изменена так, что Кэрри осталась жива[2][3].

## Релиз
Фильм был выпущен в форматах VHS и DVD компанией MGM Home Entertainment 12 августа 2003 года.